# Sehnenplastik
Sehnenplastik, Tenoplastik oder Tendinoplastik ist eine plastisch-chirurgische Methode zur Wiederherstellung einer Sehne (einschließlich Sehnenersatz, plastischer Ersatz einer Sehne). Indikationen sind insbesondere ein Sehnenriss, der sich mittels einer Sehnennaht nicht mehr adaptieren lässt, oder eine starke Schädigung der Sehne durch degenerative Prozesse oder durch einen Gewebszerfall.
Dabei können Sehnen anderer Muskeln vom Patienten selbst (autologe Sehnentransplantation, Sehnenverpflanzung) oder synthetisches Sehnenersatzmaterial, zumeist auf Polyester-Basis, zum Einsatz kommen. Auch die Abtragung krankhafter Verdickungen oder Auftreibungen an Sehnen wird als Tenoplastik bezeichnet.
Spezielle Anwendungsgebiete sind die Peronealsehnenluxation oder die Tenoplastik der langen Bizepssehne bei Rotatorenmanschettenrupturen.
Weitere chirurgische Verfahren an Sehnen (Sehnenoperationen) sind Sehnennaht, Sehnendurchtrennung (Tenotomie), Sehnenfesselung, Sehnenpfropfung, Sehnenraffnaht, Sehnenverkürzung, Sehnenverlängerung, Sehnenzügel, Sehnenexzision bzw. Sehnenresektion (Tenonektomie), Sehnenscheidenexzision (Tenosynovektomie), Sehnenscheidenresektion, Sehnenplatzhalter, Sehnentranslokation bzw. Sehnentransposition (Sehnenverlagerung), Sehnenrückverlagerung und Ansatzdesinsertion.